# Synagogue de Turin
La synagogue de Turin, située place Primo Levi, anciennement via Pie V, dans le quartier San Salvario, à proximité de la gare de Turin-Porta-Nuova, a été inaugurée en 1884, gravement endommagée lors des bombardements de 1942, et reconstruite en 1949. C'est le principal lieu de culte de la communauté juive de Turin.

## Histoire de la communauté juive

### XVeetXVIesiècles: les débuts de la communauté
En 1424, un petit groupe de Juifs s'installe à Turin, beaucoup plus tardivement que dans d'autres villes du Piémont. La présence de la population juive est attestée dans le quartier de l'Université où se trouvaient un cimetière juif et une boucherie cachère. Les Statuta Sabaudiæ de 1430 poursuivent les différentes dispositions prises à l'égard des juifs en 1403, voire les précises à travers seize articles,. Par exemple, les Juifs doivent s'installer dans des quartiers spécifiques (article 5), porter un signe distinctif,, posséder des boucheries éloignées des boucheries chrétiennes ou encore porter un signe distinctif jaune, mais instaurent la liberté religieuse et les Chrétiens ont l'interdiction de les frapper ou de les insulter. Bien que les Juifs soient obligés de vivre dans un quartier séparé du reste de la population chrétienne, cette disposition ne sera pas appliquée strictement pendant plus de 200 ans. Par contre, il leur est interdit de construire de nouvelles synagogues.
Venant des régions côtières du sud de la France, de la Provence, et par des itinéraires plus complexes d'Allemagne, des groupes assez denses de Juifs débarquent au Piémont, à la recherche de sécurité, de stabilité et de possibilités de développement économique.
La condition des Juifs est encore très liée à la politique de renforcement et de centralisation menée par le duché de Savoie afin de devenir un état moderne: leur situation passe par des hauts et des bas, les condotte (autorisation de séjour et de travail) sont accordés puis révoqués, les communautés passent rapidement de l'aisance économique à une pauvreté diffuse, et leurs activités varient du grand commerce à de petits trafics ambulants.
La Contre-Réforme marque également une nette détérioration de la situation des Juifs dans le Piémont.

### XVIIeetXVIIIesiècles: le temps du ghetto
En 1679, en conformité avec ce qui se passe ailleurs en Italie depuis maintenant plus d'un siècle (Venise en 1516, Rome en 1555, Florence en 1571), Marie-Jeanne-Baptiste de Savoie, régente pour son fils Victor-Amédée II, décrète que tous les Juifs habitant Turin doivent s'installer dans l'ancien hôpital de la Charité dans le quartier San Philippe (aujourd'hui via Maria Vittoria), derrière le Palais du Prince Carignano (maintenant via Bogino), derrière San Philippe (aujourd'hui via Principe Amedeo), et limité par la via San Francesco di Paola. Le premier ghetto piémontais est établi. D'autres ghettos seront imposés dans les petites villes du Piémont où réside une petite communauté juive à partir de 1723. Dès 1682, sur décision du nouveau duc, les Juifs turinois ont dorénavant la stricte obligation d'y résider, et chaque soir, les portes du ghetto sont fermées.. Le vecchio ghetto (Vieux ghetto) comprend  cinq cours, reliées entre elles par des passages couverts. Il y a en tout 527 chambres et des magasins situés au rez-de-chaussée. La porte principale du ghetto est située 5 via Maria Vittoria. Dans le ghetto on trouve une synagogue de rite italien, une autre de rite espagnol, une école et en sous-sol un Mikvé (bain rituel). En 1723, devenu roi après la guerre de Succession d'Espagne, Victor Amédée II dans ses Regie Costituzioni (Constitutions royales) confirme et accentue les règles rigides appliquées à la communauté juive piémontaise. La situation socio-économique des Juifs baisse progressivement conduisant une grande partie de la population juive à un état de misère dans la première moitié du XVIIIe siècle. En raison de l'augmentation de la population juive, les bâtiments de San Benedetto sont ajoutés, formant le Ghetto nuovo avec une porte d'entrée au 2 via Luigi des Ambrois. Dans ce nouveau ghetto se situe une synagogue de rite allemand.

### LeXIXesiècle: l'émancipation
La Révolution française en 1798-1799, puis l'occupation napoléonienne (1800-1814) apportent une égalité temporaire à la minorité juive, et les portes du ghetto sont enlevées. Mais en 1814, elles sont reposées à la Restauration, après le congrès de Vienne, avec le retour sur le trône de Victor-Emmanuel, pour n'être ôtées de façon définitive qu'en 1848.
En janvier 1848, le Grand-rabbin de Turin, Lelio Cantoni, remet au roi Charles-Albert de Savoie un memorandum Memoriale presentato dal Rabbino Maggiore di Torino Lelio Cantoni a S. M. il Re Carlo Alberto, demandant l'octroi d'une plus grande liberté pour la minorité juive, en plaçant tous ses espoirs dans la magnanimité du roi, et accompagnant sa lettre d'une description de la situation des Juifs, qui non seulement ont des difficultés à professer librement leur foi, mais sont aussi contraints de vivre dans le ghetto, et ont l'interdiction de s'inscrire dans les écoles, à l'université ou de s'enrôler dans l'armée. Les attentes du rabbin sont rapidement prises en compte: par décrets du 29 mars, du 15 avril et du 19 juin 1848, Charles-Albert, dans le statut albertin, accorde aux Juifs l'égalité complète des droits religieux et civils.
Après 1848, avec l'émancipation, la communauté juive projette la construction d'une nouvelle synagogue: La construction de la Mole, trop onéreuse est arrêtée et le bâtiment est cédé à la ville en 1875 en échange d'un terrain pour construire une synagogue de dimension plus raisonnable.
Turin dans les années 1850 est la capitale du royaume de Sardaigne et un centre commercial et financier en forte croissance. Les Juifs vont jouer un rôle important dans la vie de la société environnante, sur le plan tant économique que politique ou culturel et s'engager dans le processus d'émergence du Risorgimento, abandonnant progressivement leurs traditions et le strict respect des préceptes religieux: le judaïsme piémontais s'émancipe et devient de plus en plus urbanisé. De nombreux intellectuels juifs, comme le médecin et criminologue Cesare Lombroso (1835-1909), fortement imbus des principes du positivisme, apportent leur contribution à la culture scientifique.

### LeXXesiècle: le fascisme et la Shoah
Dans les premières années du XXe siècle, la communauté juive de Turin atteint un maximum de 4 000 membres, représentant environ un pour cent de la population totale. Même si le nombre moyen d'enfants par famille s'est réduit de manière significative depuis le début du XIXe siècle, l'immigration continue de l'extérieur, principalement des petites et moyennes communautés du Piémont, a entraîné une augmentation de la population juive tout au cours du XIXe siècle.
La très grande majorité des Juifs appartient à la classe moyenne, avec peu de pauvres et quelques grosses fortunes. Parmi les familles très riches, on trouve des banquiers, comme les Fubini ou les Falco, des commerçants, des industriels dans le domaine de la construction, de l'industrie textile, ou dans l'industrie naissante du cinéma, mais aussi des antiquaires et des collectionneurs d'art comme les Bolaffi et leurs collections de timbres.
Il y a aussi un nombre important de commerçants, de petites et moyennes entreprises et des artisans, dont beaucoup travaillent en employant d'autres Juifs, démontrant ainsi la persistance des relations de solidarité au sein de la communauté. De nombreux hommes et femmes travaillent dans l'administration, les écoles, les universités, l'armée ou dans le journalisme ou exercent des professions libérales. D'autre part le niveau scolaire plus élevé que la moyenne de la population, permet une meilleure intégration.
À l'arrivée du fascisme, la communauté juive se divise: une partie de la jeunesse va se diriger vers la lutte contre le fascisme et le progrès social, tandis que les notables affichent leur soutien au régime. En 1934, quelques jeunes Juifs turinois adhérents au mouvement Giustizia e Libertà (Justice et Liberté) sont arrêtés et non seulement accusés d'activité contraire au régime, mais présentés  comme « la pointe émergente de l'hostilité irréductible au fascisme du monde juif dans son ensemble ». Immédiatement un petit groupe de notables de la communauté fait paraitre dans le nouveau périodique Nostra Bandiera (Notre Drapeau), revue de quelques Juifs fascisants et violemment antisionistes, un article confirmant « la fidélité absolue des israélites au fascisme et à son chef ».
Le 22 août 1938, le recensement fasciste donne pour Turin entre 3 600 et 3 700 Juifs, soit 0,532 pour cent de la population totale de la ville, comparé au 0,112 pour cent pour toute l'Italie. 97 pour cent des Juifs du Piémont vivent à Turin, contre un pourcentage de 55 pour cent pour les non-juifs.
Entre la fin de l'été et l'automne 1938, plusieurs décrets signés par le chef du gouvernement Benito Mussolini et promulgués par le roi Victor-Emmanuel III, légitiment une vision raciste de la « question juive ». L'ensemble de ces décrets et documents cités constituent l'ensemble des Leggi razziali (lois raciales). Les Juifs sont chassés de nombreuses professions, de l'administration, des banques, des écoles, des universités, de l'armée. À Turin, de nombreux Juifs sont licenciés des usines automobiles avec l'approbation de l'Union industrielle de Turin et des syndicats. Leurs biens sont spoliés et leurs appartements confisqués par l'Egeli (Ente gestione e liquidazione immobiliare - Organisme de gestion et de liquidation immobilières) et gérés par la banque San Paolo.
Ces lois justifient le déclenchement d'une violente campagne antisémite dans les journaux turinois, la Gazzetta del Popolo et La Stampa, du groupe Fiat.
Après l'entrée en guerre de l'Italie, pour compenser le manque de main-d'œuvre, le gouvernement impose en mai 1942 le travail obligatoire aux Juifs. On voit alors des intellectuels exercer des travaux manuels pénibles sous l'indifférence générale de la foule.
Après la  capitulation de l'armée italienne le 8 septembre 1943, les troupes allemandes envahissent le nord de l'Italie et y installe Mussolini le 23 septembre 1943 à la tête de la République sociale italienne (RSI), également appelée République de Salò. Dès leur entrée en Italie, les Allemands commencent les rafles des Juifs et leur déportation vers les camps d'extermination de l'Europe de l'Est.
Au Piémont, de nombreux Juifs tentent de fuir et essayent de rejoindre le sud de l'Italie ou de passer en Suisse, ou tâchent de se cacher dans les villages avoisinants chez des personnes de confiance. Certains n'auront pas de chance, comme ce groupe de 46 Juifs dénoncé par la milice du RSI qui seront livrés aux Allemands et fusillés sur la rive occidentale du lac Majeur ou dans la ville de Novare entre la mi-septembre et le début octobre 1943. Les plus jeunes rejoignent la Résistance. À Turin, la résistance au fascisme est plus forte que dans le reste de l'Italie et la participation des Juifs dans la lutte partisane beaucoup plus importante.
Le nombre de Juifs arrêtés à Turin, déportés et assassinés entre 1943 et 1945 est de 246, auxquels on doit rajouter les 140 personnes habitant à Turin avant la guerre et qui s'étaient réfugiées dans d'autres régions de l'Italie.

### De nos jours
Actuellement, avec plus de mille membres, la communauté juive de Turin est la plus grande communauté du Piémont et la troisième d'Italie après celle de Rome et de Milan. Elle est très active et a absorbé au cours des ans les modestes communautés d'Alexandrie, d'Asti, d'Acqui, de Carmagnole, de Cherasco, de Chieri, de Coni, d'Ivrée, de Mondovi, de Saluces, de Fossano et de Savillan. Ces villes possédaient autrefois de petites communautés dynamiques, mais leur population juive, qui avait déjà fortement diminué avant la Seconde Guerre mondiale en raison d'une importante émigration interne, surtout des jeunes, vers les grandes villes, principalement de Turin et de Milan, a en grande partie été arrêtée, déportée vers les camps de la mort et massacrée par les nazis.
Dans le vieux ghetto de Turin, on trouve encore le Centre communautaire juif qui abrite deux synagogues, une bibliothèque, un centre d'action sociale, une école et une maison pour personnes âgées.

## La synagogue

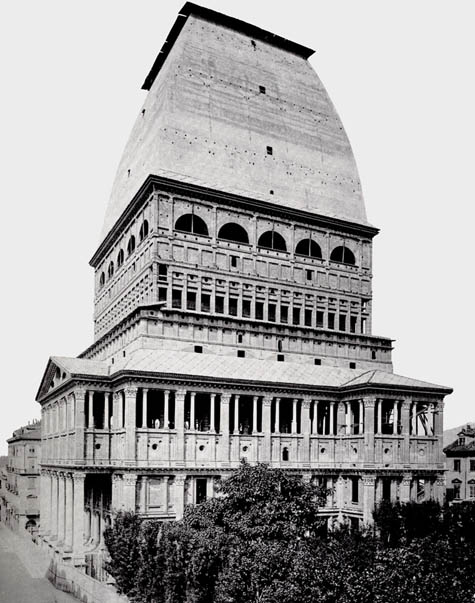
La Mole Antonelliana en 1875 avec son toit provisoire

### la Mole Antonelliana
Avant l'émancipation, les Juifs confinés dans le ghetto possèdent deux synagogues, une de rite italien et l'autre de rite espagnol dans l'ancien ghetto et une de rite allemand dans le nouveau ghetto.
L'émancipation obtenue, les Juifs de Turin décident d'exprimer leur nouveau statut juridique en construisant une grande synagogue digne de la capitale du royaume d'Italie nouvellement formé. Le gagnant du concours public est le projet proposé par l'architecte Alessandro Antonelli (1798-1888), un des architectes les plus célèbres de l'époque. Celui-ci commence les travaux en 1863, d'un bâtiment qui sera connu ultérieurement sous le nom de Mole Antonelliana. Le projet initial ne prévoit qu'un grand dôme surmonté d'une lanterne, mais Antonelli va réaliser, en cours de construction, une série de modifications afin de rendre le bâtiment de plus en plus imposant, portant la hauteur de 47 mètres initialement prévue à plus de 113 mètres.
Ces modifications, ainsi que l'allongement inévitable de la durée des travaux, conduisent à une augmentation vertigineuse des coûts, qui oblige la communauté juive à suspendre les travaux en 1869, par manque de fonds, fermant le chantier par un toit provisoire. En 1873, un accord est finalisé avec la ville de Turin qui, en échange de la Mole, fournit un terrain près de la gare ferroviaire Porta Nuova, pour y édifier la synagogue.
La ville rappelle Antonelli pour finir la Mole. Au fur et à mesure de l'avancement des travaux, le projet continue à évoluer, et la hauteur totale passe à 146 mètres, puis à 153 mètres, pour atteindre finalement les 167 mètres actuels. Le bâtiment terminé accueille tout d'abord le musée du Risorgimento, puis actuellement le musée national du Cinéma.

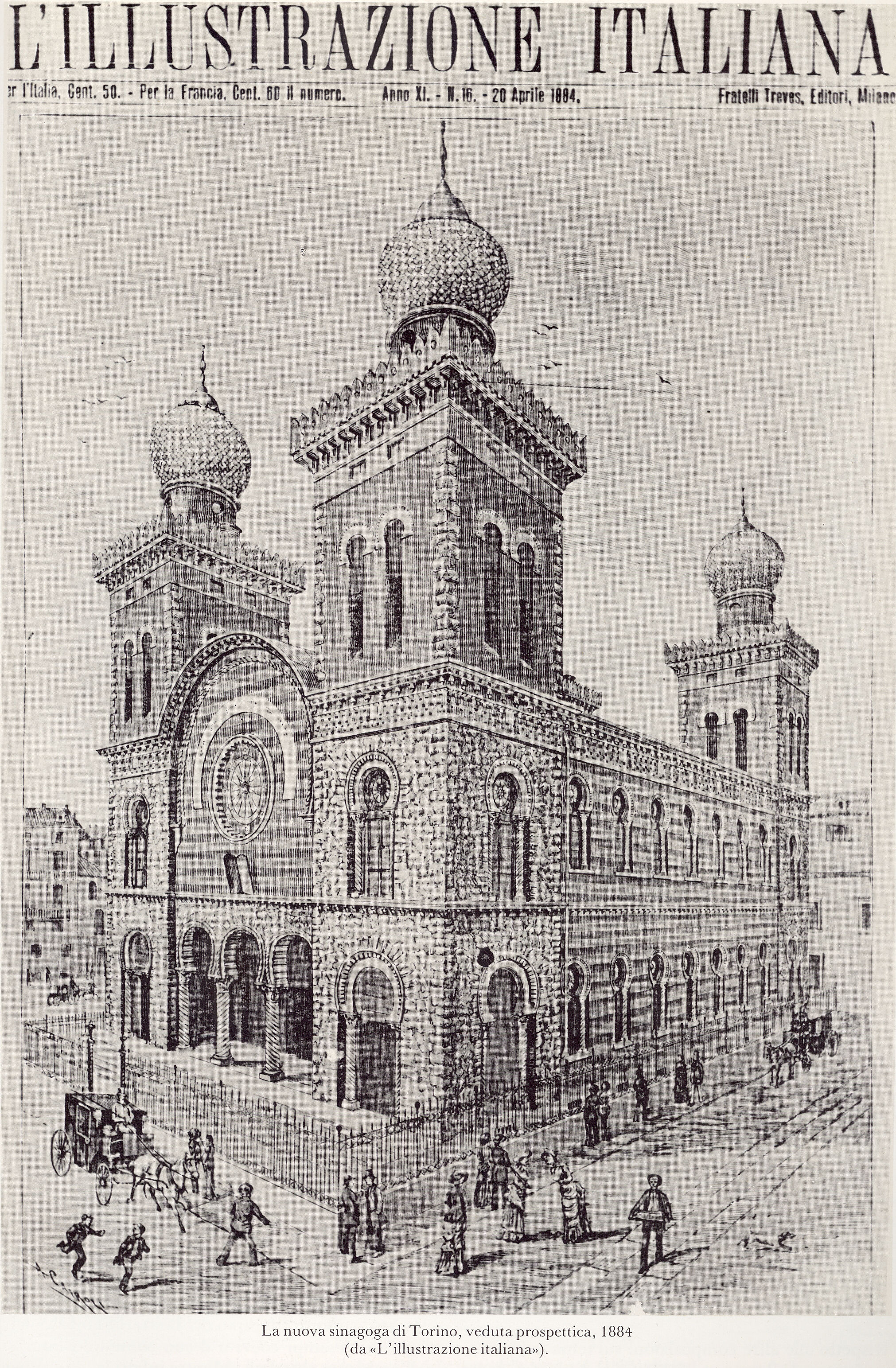
Première page de l'Illustrazione Italiana pour l'inauguration de la synagogue

### L'architecte Enrico Petiti
En 1880, la communauté israélite lance un nouveau concours public qui est remporté par l'architecte éclectique Enrico Petiti. Celui-ci est connu pour son utilisation équilibrée de différents éléments et inserts stylistiques, avec un goût raffiné pour la décoration.
Enrico Petiti (né à Turin le 21 juin 1838 ; décédé dans la même ville le 2 juin 1898) a obtenu un diplôme d'hydraulique et d'architecture civile en 1865. Dès ses débuts en 1862, il montre une forte attirance pour le style néogothique qui prévaut à cette époque, mais agrémenté d'éléments renaissance, avec des toits à forte pente et des fers forgés de grande délicatesse. Beaucoup des bâtiments qu'il a construits durant ses trente ans d'exercice ont disparu lors des aménagements ultérieurs de la ville. Seules, quelques rares constructions subsistent comme le palais au 33 cours Inghilterra de 1876, la maison d'habitation résidentielle via Groppello, le palais cours Massimo d'Azeglio de 1882, en grande partie transformé.
Mais Enrico Petiti reste surtout connu pour la construction de la synagogue de Turin. Il se caractérise par une grande précision d'exécution et une élégance raffinée détectable par les différents projets conservés dans les archives de la ville de Turin.
Après quatre années de travaux, l'inauguration solennelle de la synagogue a lieu le 16 février 1884.

### L'extérieur de la synagogue

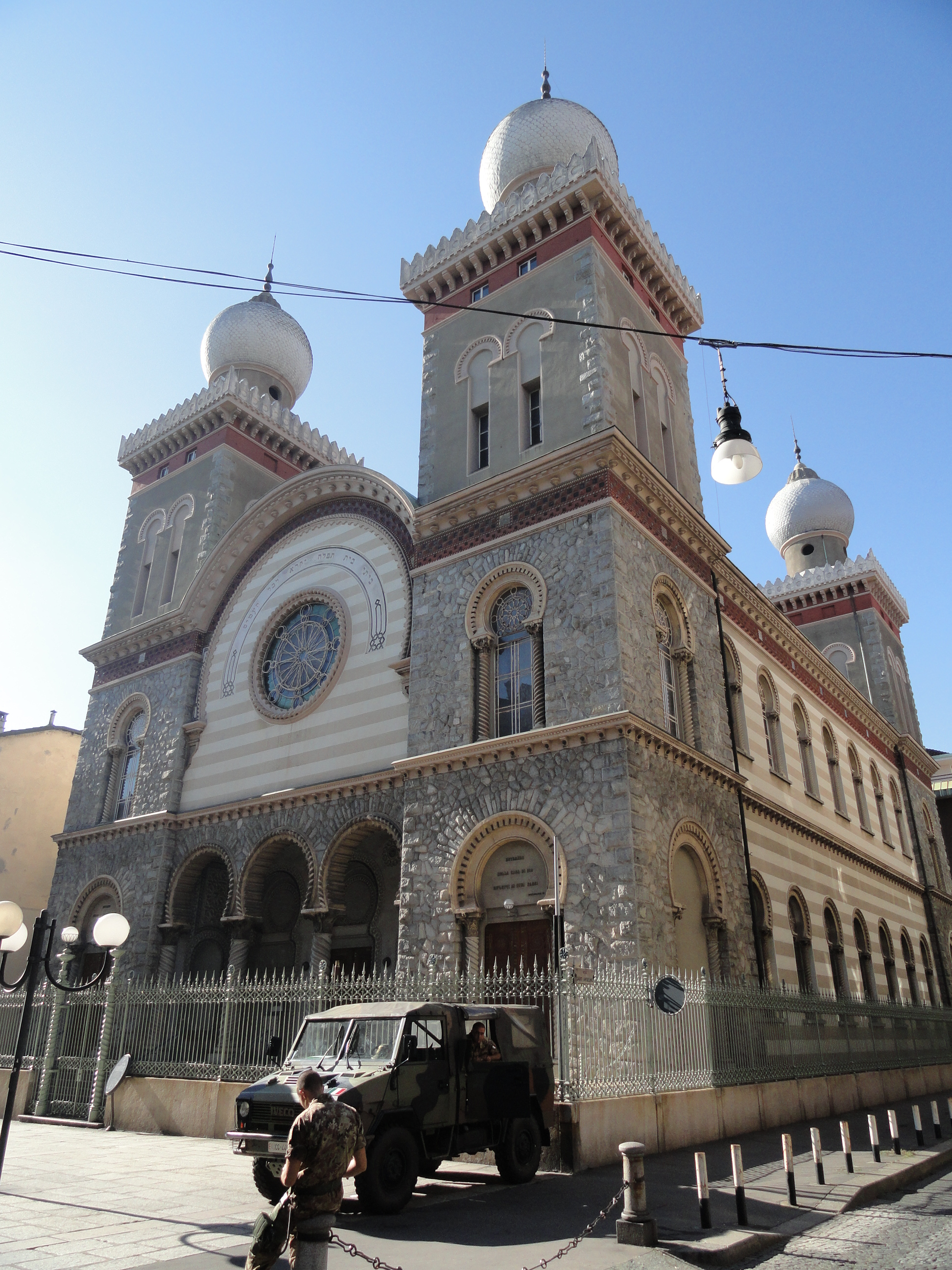
La synagogue de Turin protégée par les carabinieri en septembre 2011

La synagogue est située place Primo Levi, anciennement via Pie V.
La construction de Petiti est basée sur un plan classique rectangulaire, avec quatre tours d'angle de 27 mètres de haut, coiffées d'un dôme en bulbe s'élevant jusqu'à 38 mètres, évoquant les minarets orientaux. Le bâtiment assez massif est adouci par les éléments décoratifs de style mauresque.
Le traitement des murs extérieurs procure un effet polychrome par l'alternance des pierres de granit du bugnato enchâssées en opus incertum sur les deux premiers niveaux des tours, par les pierres blanches de Vérone utilisées pour les corniches et les pourtours de baies et par la coloration brunâtre ou brique en dessous des corniches.
La façade est divisée en trois parties, la partie centrale et les deux tours de chaque côté. La partie centrale est l'ancienne entrée principale de la synagogue, avec un porche d'entrée en haut d'un perron de six marches, ouvert par trois grandes arches crènelées de style mauresque soutenues par trois colonnes torses. Au-dessus du porche, une grande rose, insérée dans un mur blanc strié de bandes de couleur crème avec l'inscription en hébreu tirée du livre d'Isaïe 56-7: « Ma maison sera appelée une maison de prière, pour tous tes peuples ».
Au rez-de-chaussée des deux tours, on trouve une baie à arc outrepassé ou mauresque, encadrée de deux colonnes torses, avec une porte rectangulaire en bois sculpté, et la partie arquée aveugle. Au premier étage, au-dessus de la porte, une baie à arc outrepassé encadrée de deux colonnes torses, avec une fenêtre rectangulaire surmontée d'une petite rose dans la partie arquée, et au second étage de la tour, deux fenêtres rectangulaires étroites dans un encadrement à arc outrepassé. Les tours sont surmontés d'un tambour cylindrique avec quatre petites ouvertures circulaires, coiffé d'un dôme en oignon recouvert d'ardoises disposées en écailles de poisson et terminé par une flèche.
La façade latérale côté via San Anselmo, entre la tour avant et la tour arrière, se compose d'un corps de bâtiment de deux niveaux, chaque niveau percé de sept baies à arc outrepassé avec des fenêtres rectangulaires surmontées d'une petite rose et entourées de deux fines colonnes torses. La façade est blanche striée de bandes de couleur crème.
Le bâtiment de la synagogue est entouré d'une grille métallique, ne laissant juste qu'un petit passage autour du bâtiment, à l'exception du côté droit du bâtiment où se trouve une allée permettant l'accès au centre communautaire et à la petite synagogue.

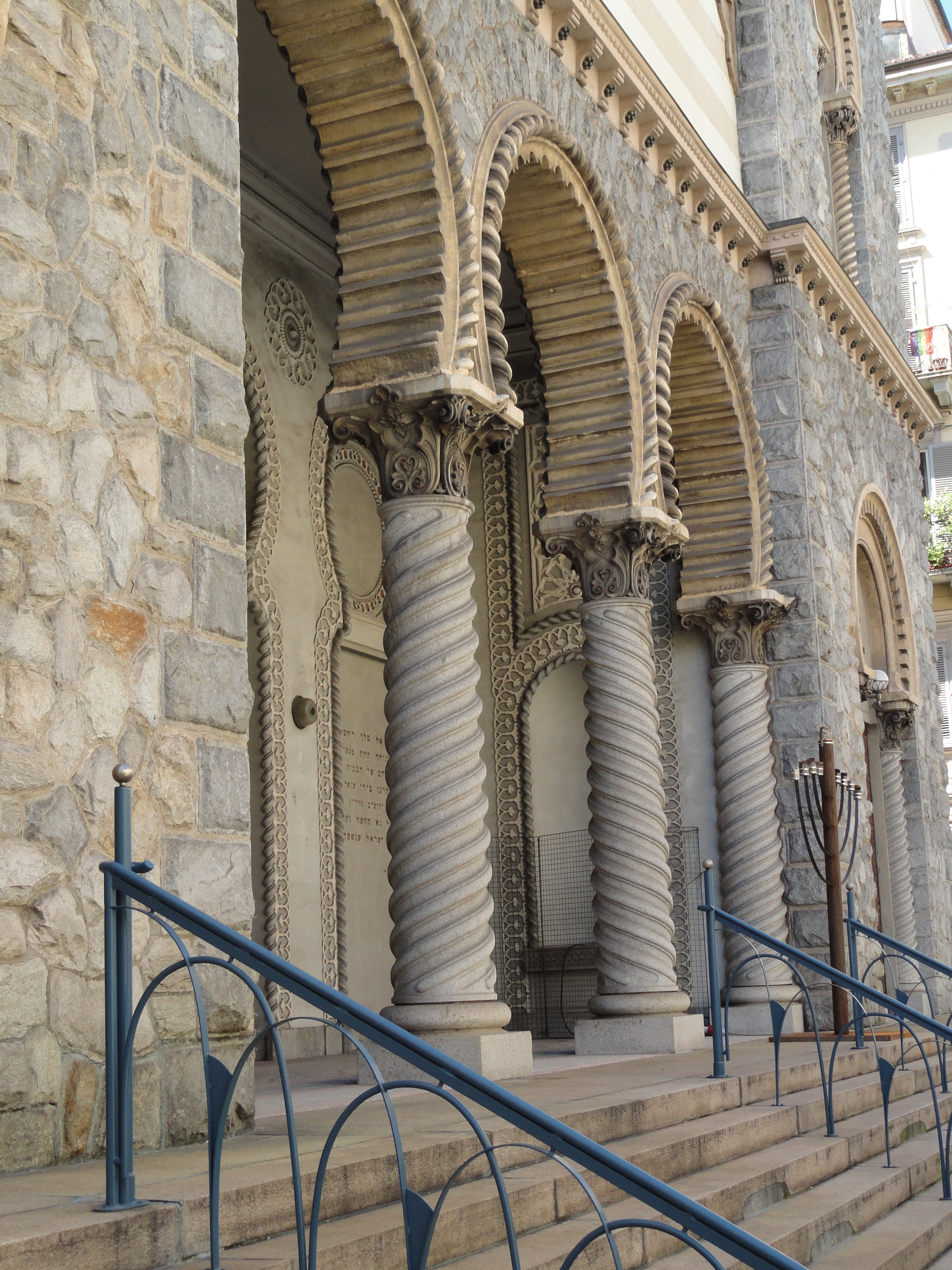
L'entrée du vestibule de style mauresque
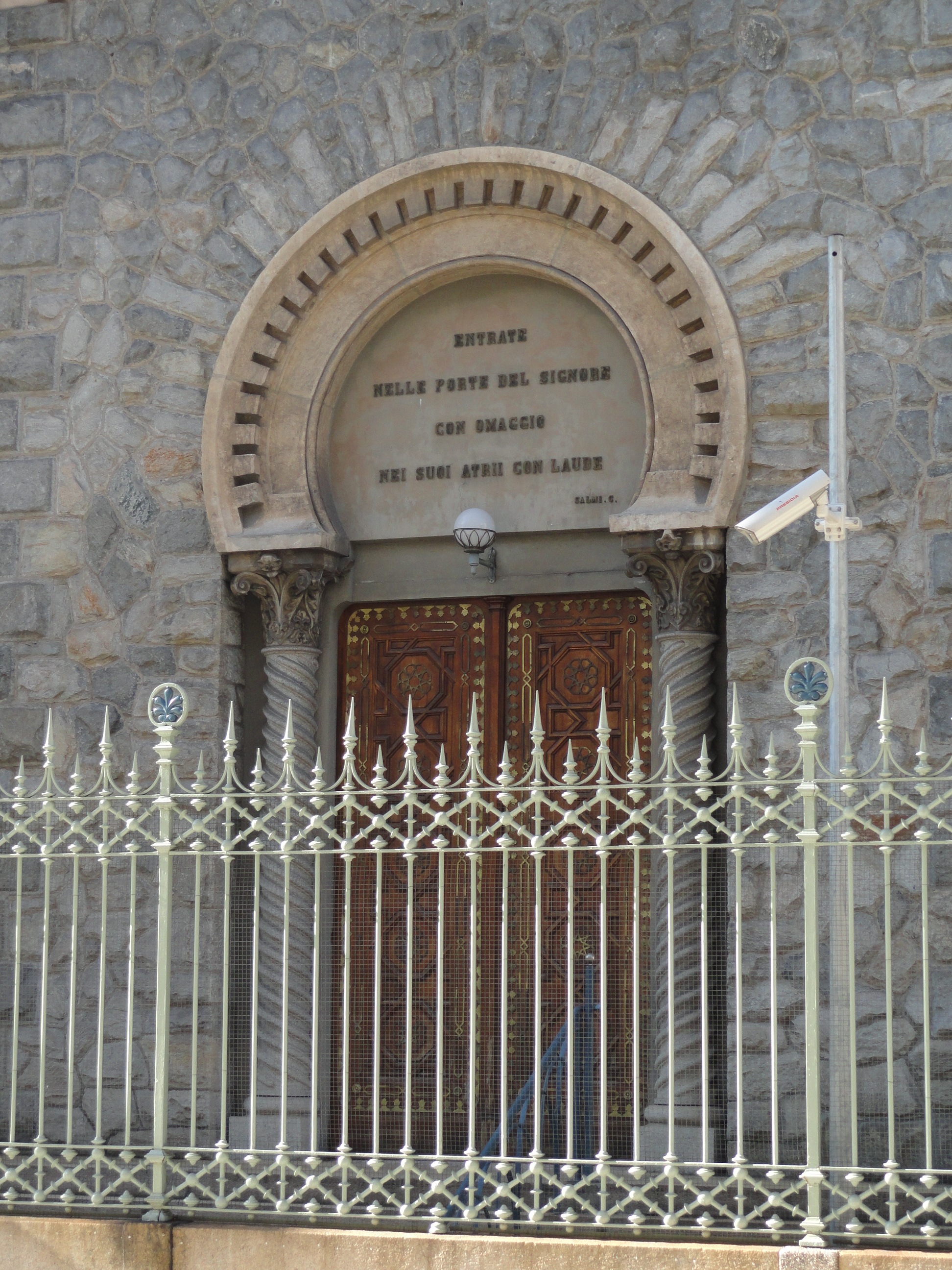
Une des portes latérales de la synagogue
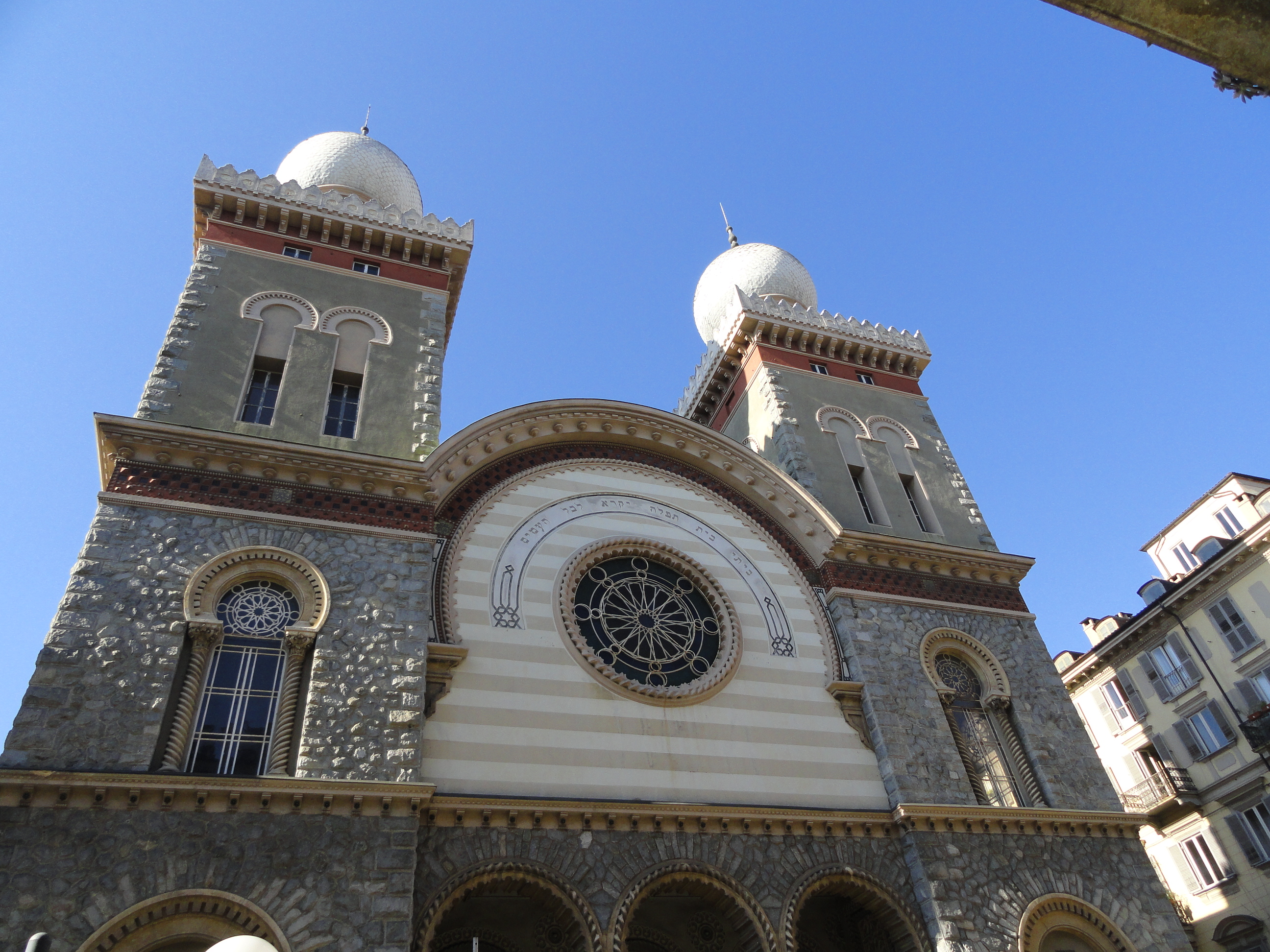
Le fronton de la synagogue avec l'inscription en hébreu
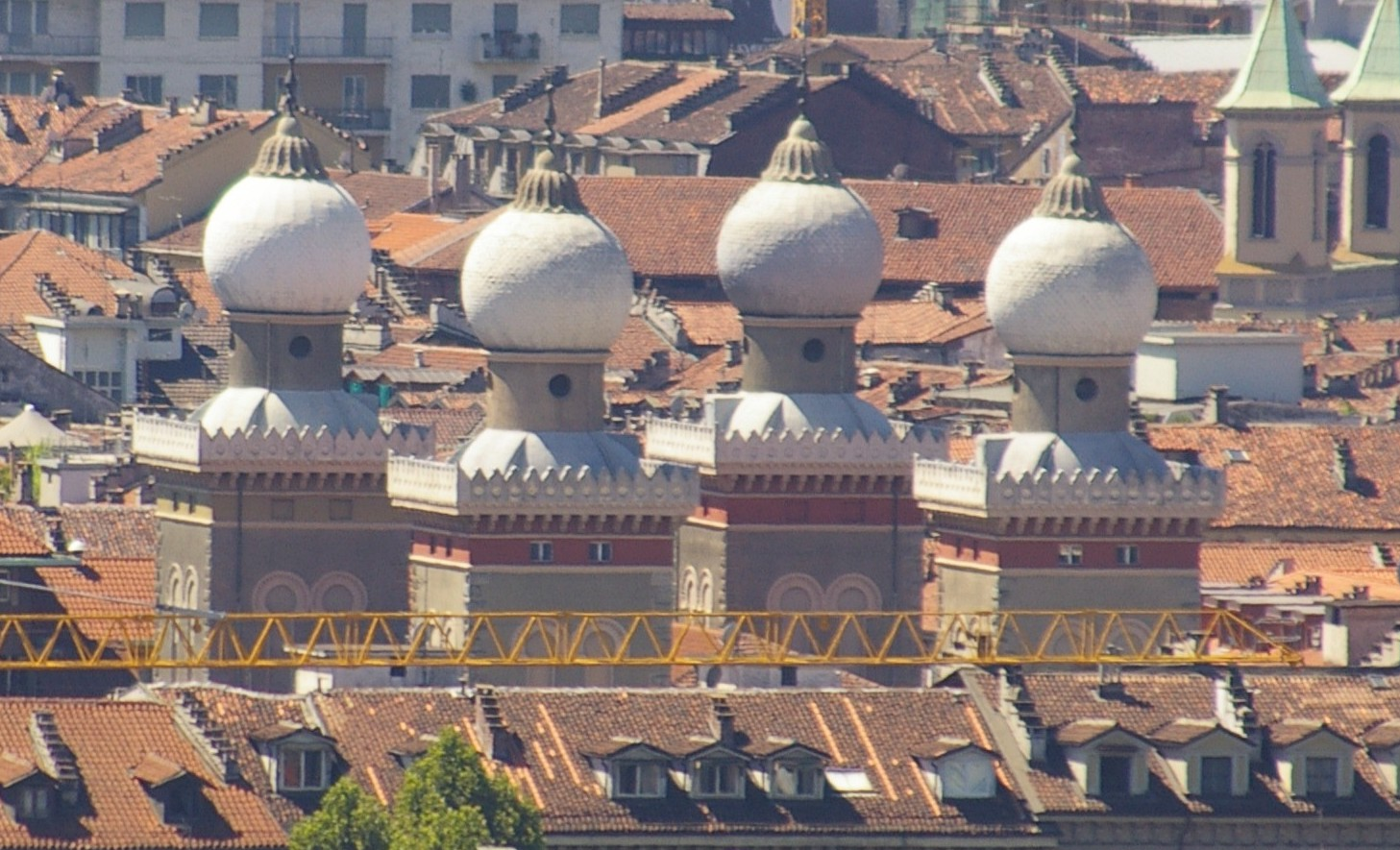
Les coupoles de la synagogue

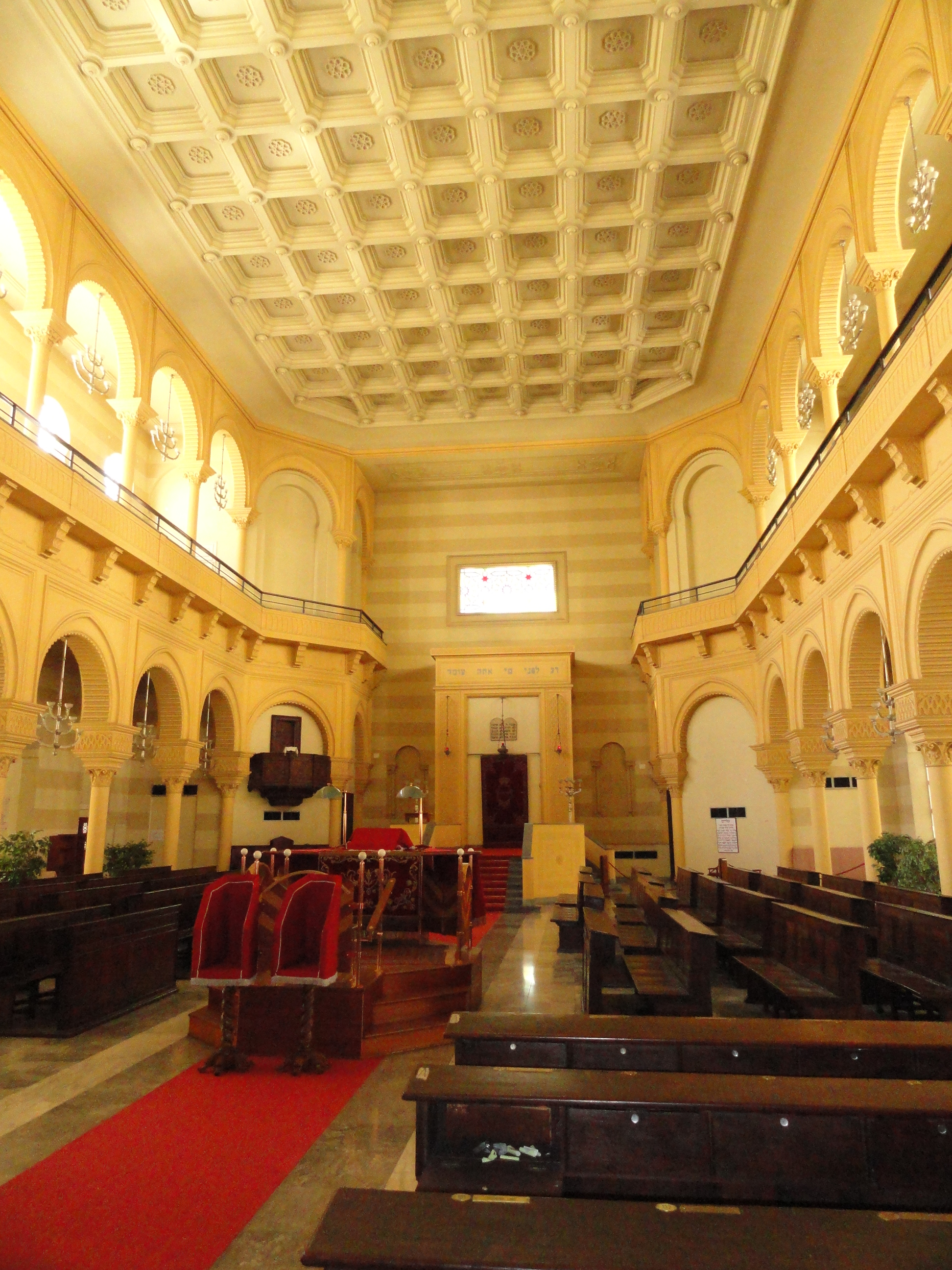
Vue d'ensemble de l'intérieur de la synagogue

### L'intérieur de la synagogue

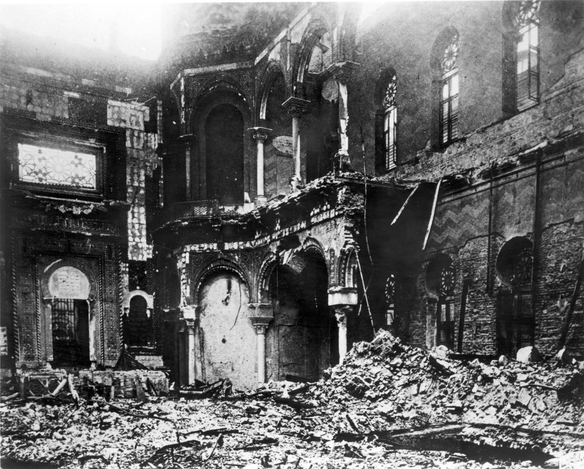
L'intérieur de la synagogue en 1942, après sa destruction par une bombe américaine (Photo du Musée Yad Vashem).

L'intérieur de la synagogue ne suit pas les préceptes de la tradition. Normalement, la Bimah (estrade où est lue la Torah) est située au centre de la salle et l'Arche Sainte contenant les rouleaux de Torah sur le mur est du bâtiment dans la direction de Jérusalem. Après l'émancipation de 1848, la communauté juive de Turin suit une ligne plutôt réformée et opte pour un lieu de culte à disposition longitudinale, avec trois nefs, ressemblant beaucoup à une basilique, et la Tevah et l'Arche Sainte sont incorporées dans un seul élément comme un autel.
La synagogue telle que conçue par Petiti possède un intérieur richement décoré en style mauresque avec un plafond à caissons reposant sur des colonnes de granit. Le 20 novembre 1942, une bombe américaine frappe accidentellement la synagogue et détruit la totalité de l'intérieur du bâtiment. Seuls restent les murs extérieurs et les deux tours. Les premières opérations de consolidation de l'ensemble débutent dans l'immédiat après-guerre en septembre 1945, et l'intérieur est reconstruit et redécoré en 1949. La reconstruction est faite à l'identique en ce qui concerne l'aspect architectural, mais la décoration actuelle est d'une grande sobriété, sans commune mesure avec les décorations mauresques qui existaient auparavant, le seul embellissement étant du marbre et du stuc le long de la colonnade et sur le mur accueillant l'Arche Sainte. La Bimah a été repositionné au centre de la salle.
La grande salle de prière fait 35 mètres de long sur 22 mètres de large, avec une hauteur de 16 mètres. La galerie des femmes au premier étage court sur trois des côtés. La salle a une capacité de 1 400 places, disproportionnée par rapport à la taille de la communauté, et est utilisée uniquement pendant les grandes fêtes.

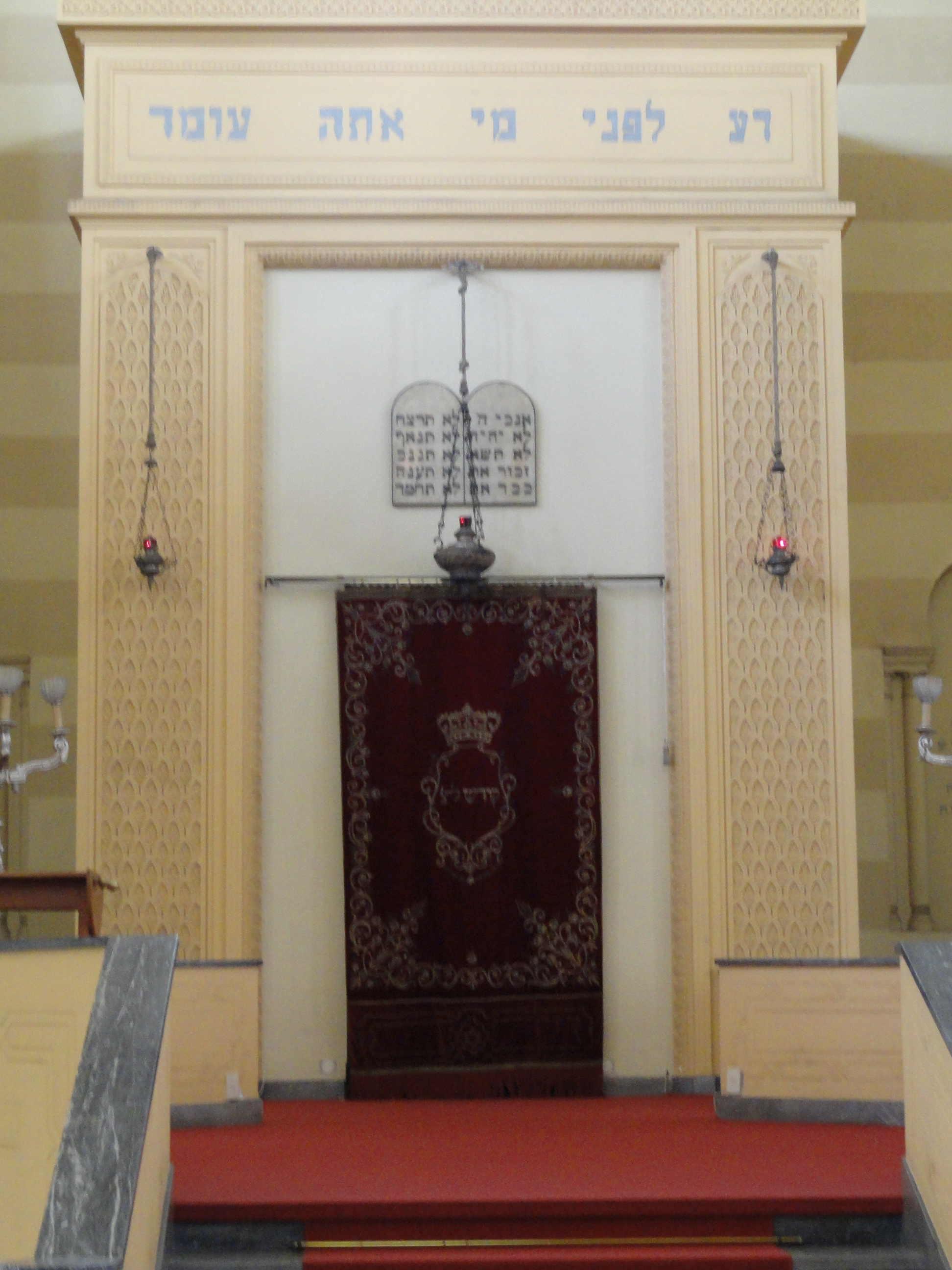
L'Arche Sainte
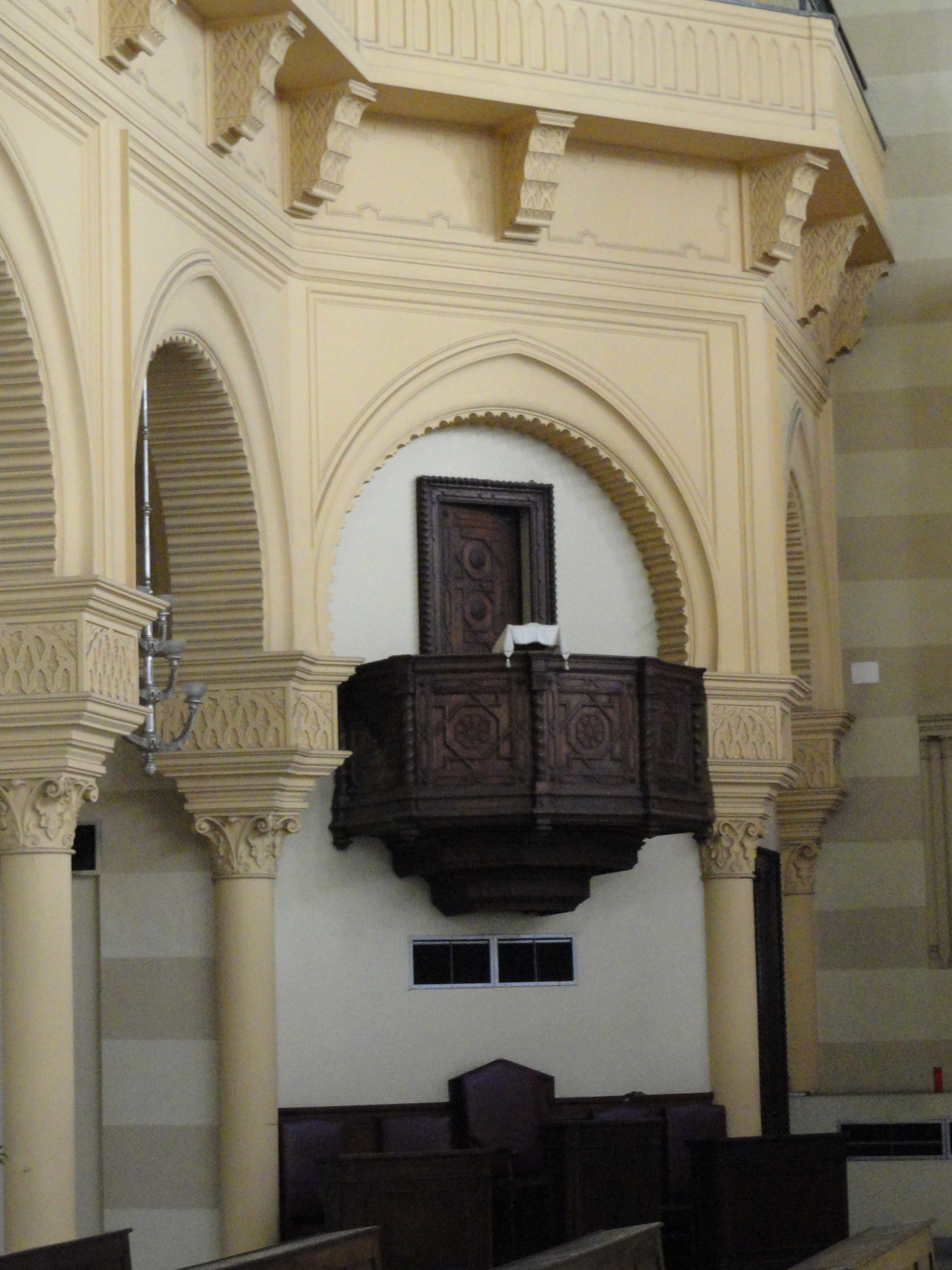
La chaire
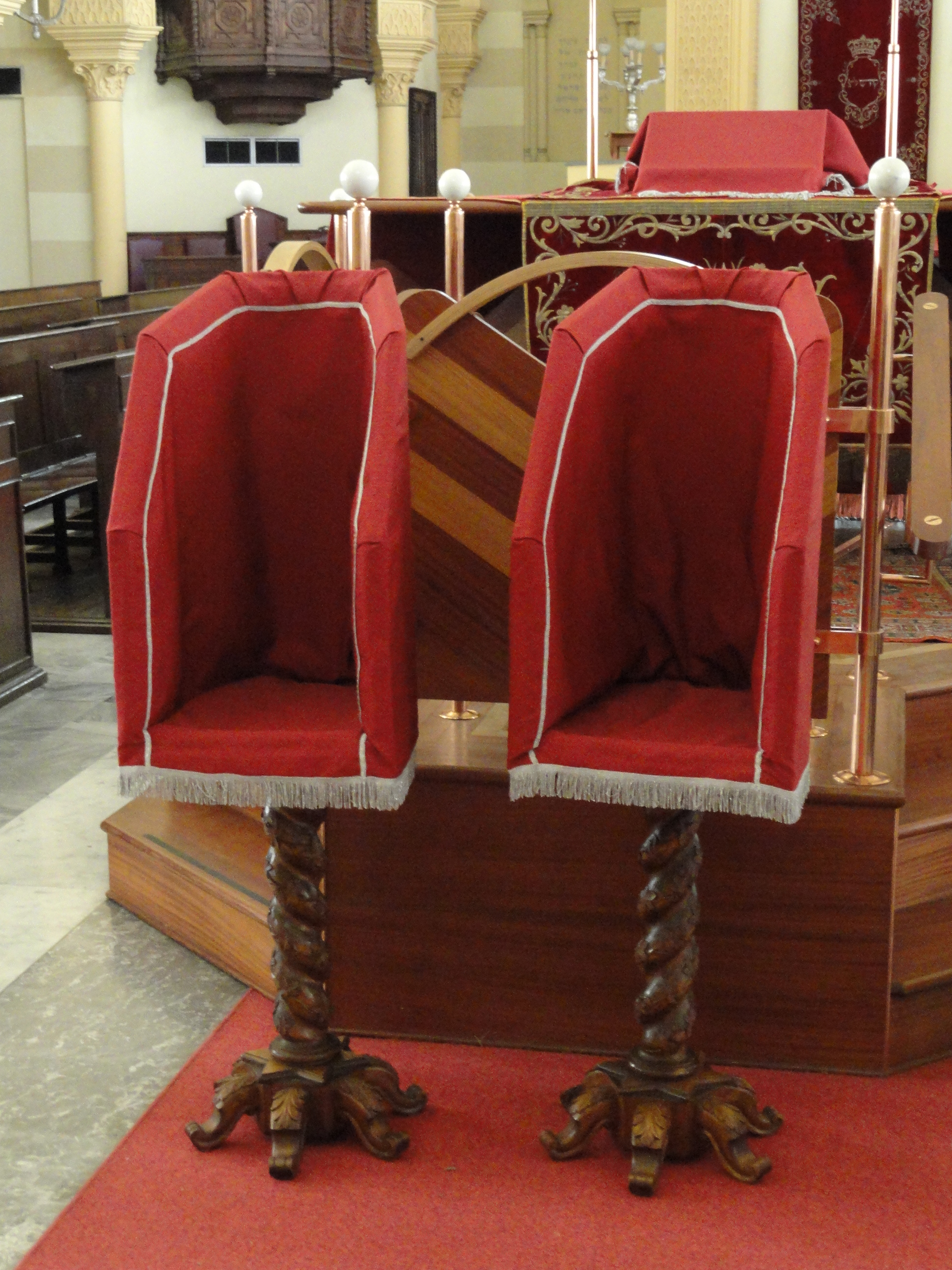
Les chaises pour les rouleaux de Torah
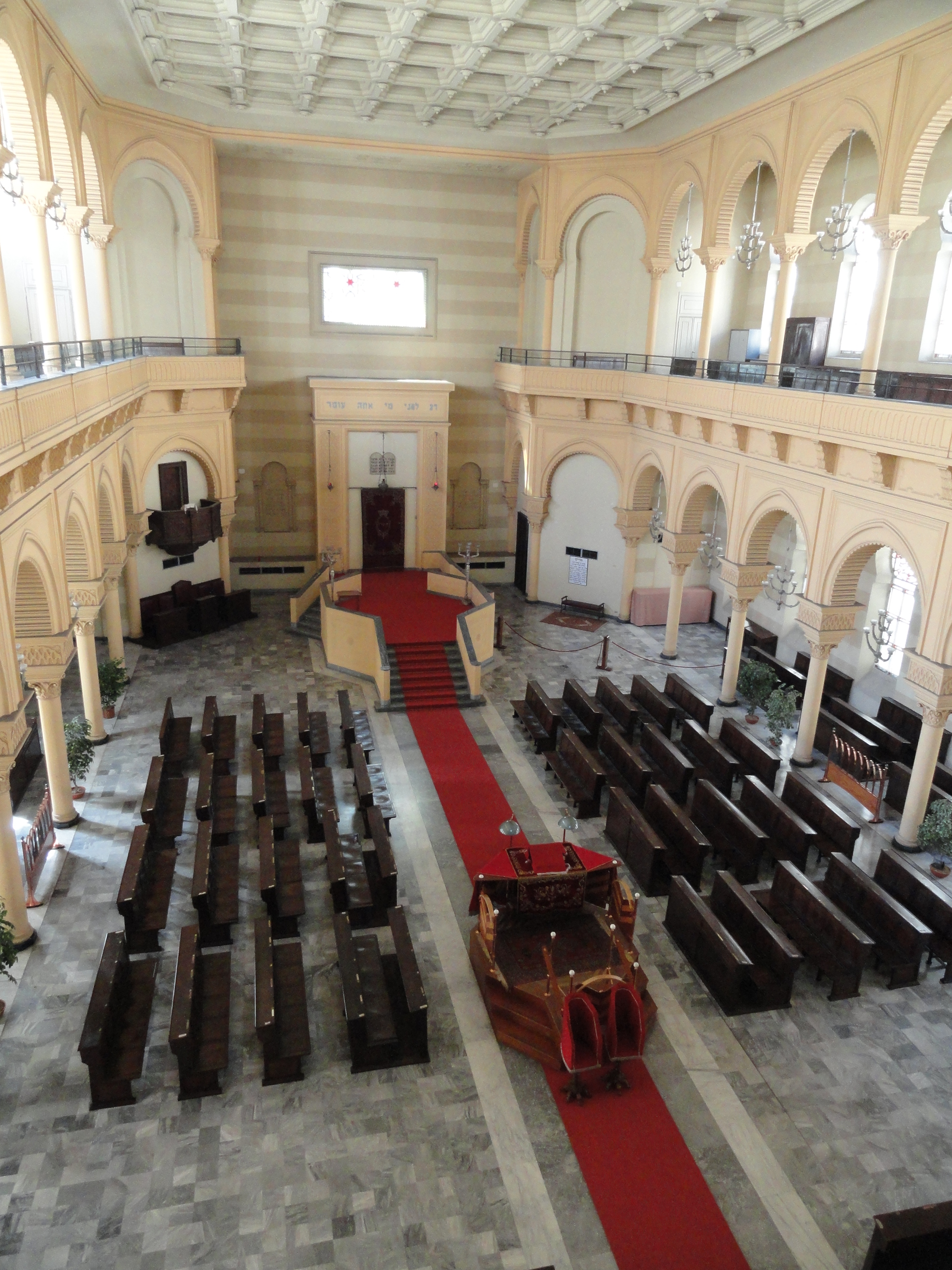
Vue générale à partir de la tribune des femmes
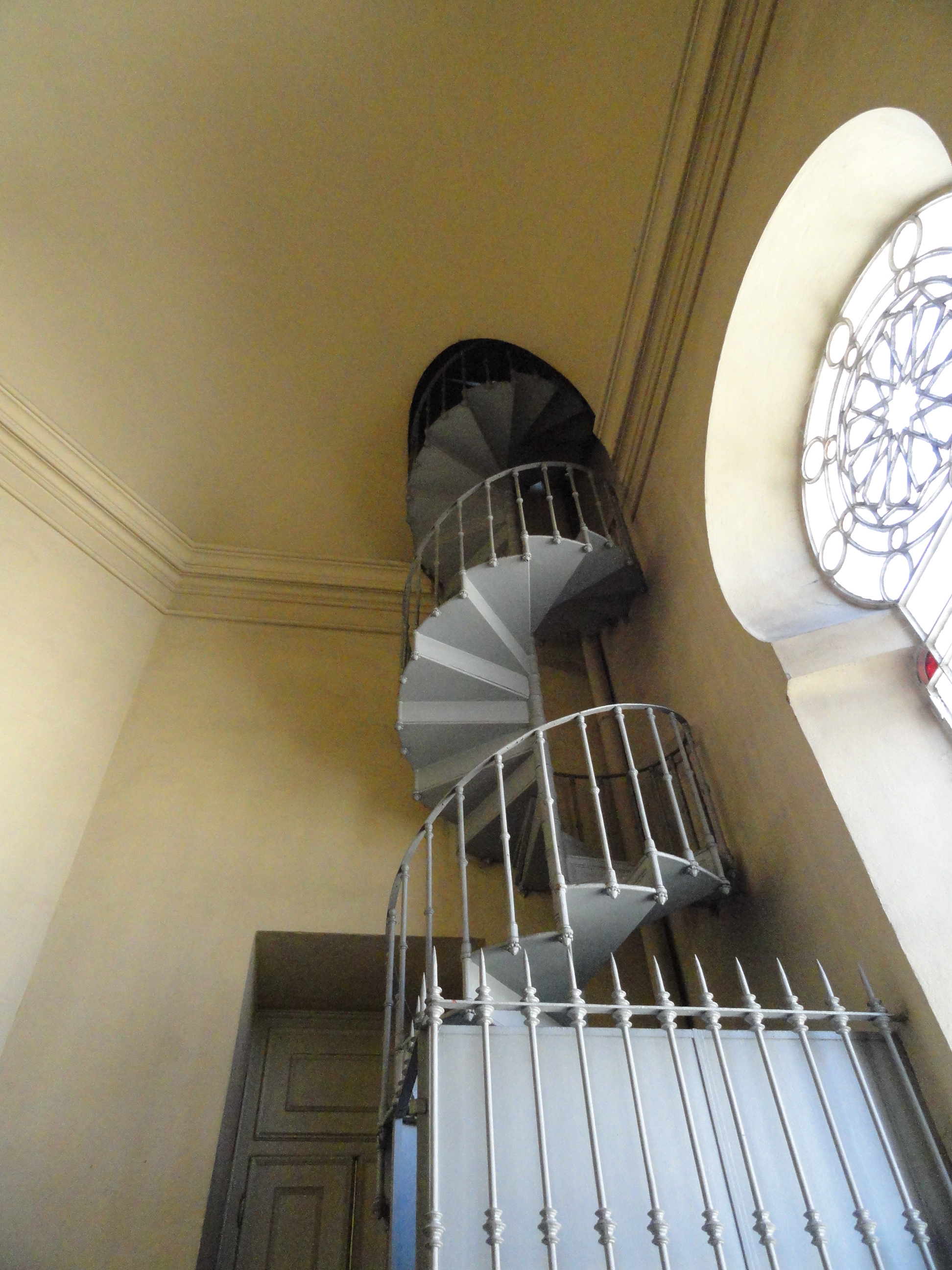
Escalier pour monter en haut d'une tour

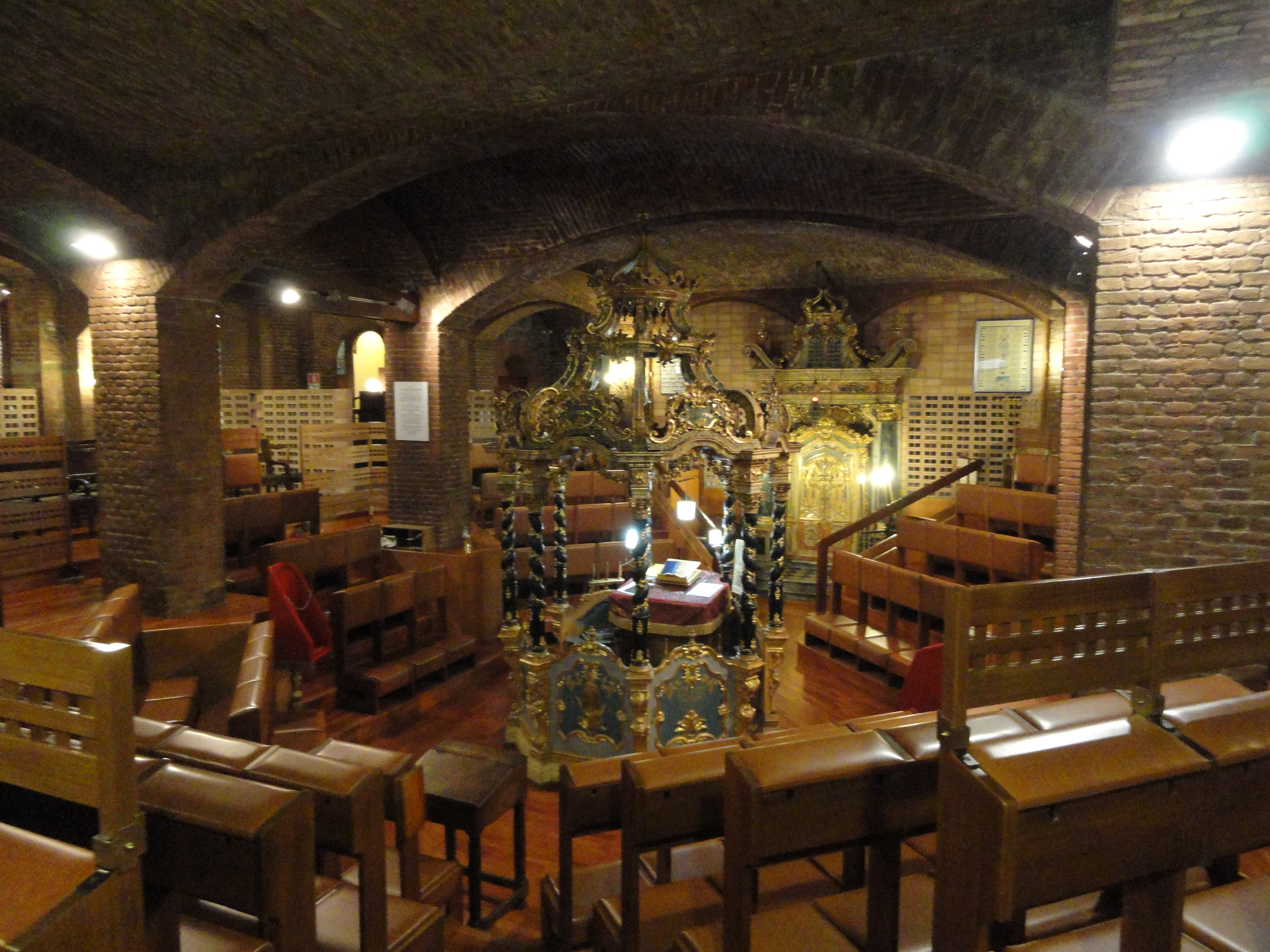
La synagogue en sous-sol

### Les deux petites synagogues au sous-sol
Pour les offices quotidiens en dehors des grandes fêtes, les architectes Giorgio Ottolenghi et Giuseppe Rosenthal ont, en 1972, conçu au sous-sol, en dessous de la grande salle, deux petites synagogues.
La première de rite italien, est en forme d'amphithéâtre et se trouve à l'emplacement des anciens locaux destinés à la cuisson des matzot (pain azyme). Le plafond a gardé sa voûte originale, et les murs ont été laissés en briques apparentes. L'Arche Sainte et la Bimah récupérées en 1942 de la synagogue de Chieri, fermée en 1937 et actuellement partiellement en ruine, sont de style baroque richement décoré. La Bimah est ornée de laque bleue et or. L'Arche est encadrée de chaque côté par une colonne en simili marbre bleu avec chapiteau corinthien ; sur le fronton, les Tables de la Loi avec des lettres dorées sur fond noir, surmontées d'une couronne en or. .
La seconde, est plutôt un petit oratoire séparé de la précédente par un mur de briques. Dans cette pièce rectangulaire, six bancs font face à une Arche Sainte du XVIIIe siècle en bois provenant d'une synagogue de rite allemand située dans le ghetto nuovo. En 1849, l'Arche a été peinte en noir en signe de deuil à la mort du roi Charles-Albert de Savoie qui avait signé un an plus tôt le décret d'émancipation des Juifs. À la disparition du ghetto, l'Arche est transférée à la maison de retraite juive de la place Santa Giulia, puis en 1963, donnée à la synagogue. Sur ses deux petites portes, des bas-reliefs dorés représentent des vues de Jérusalem.

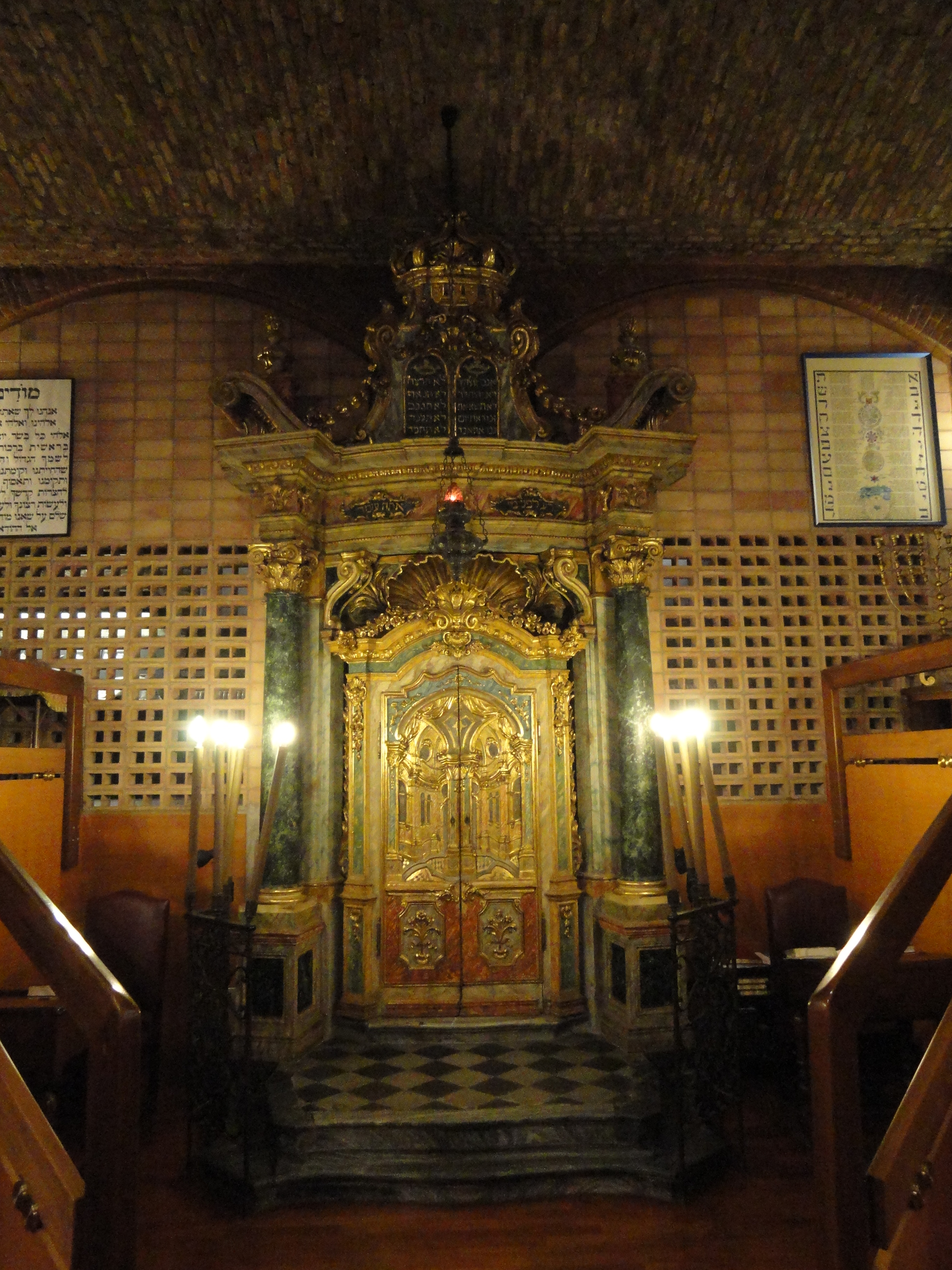
L'Arche Sainte récupérée de la synagogue de Chieri
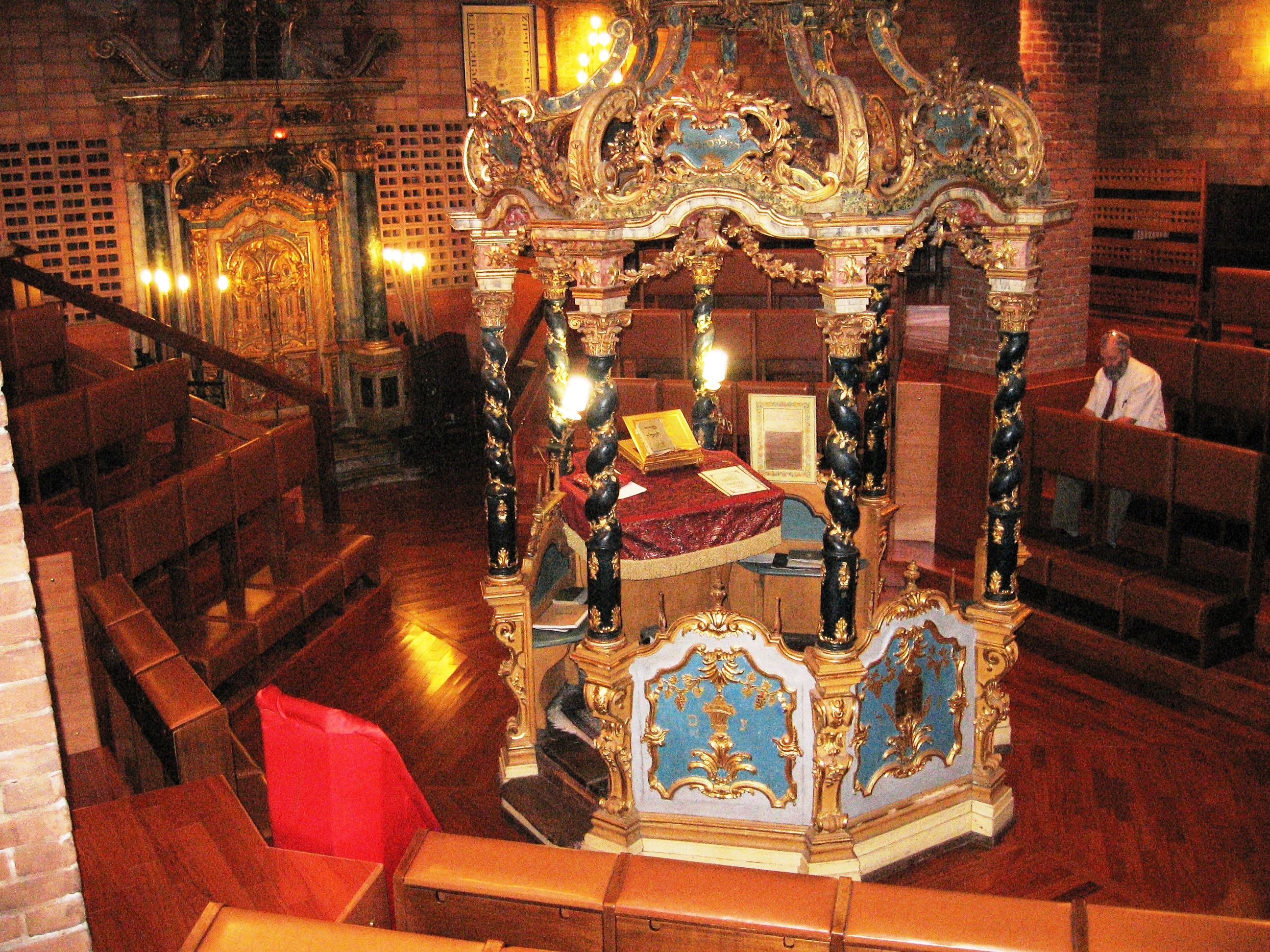
La Tevah récupérée de la synagogue de Chieri
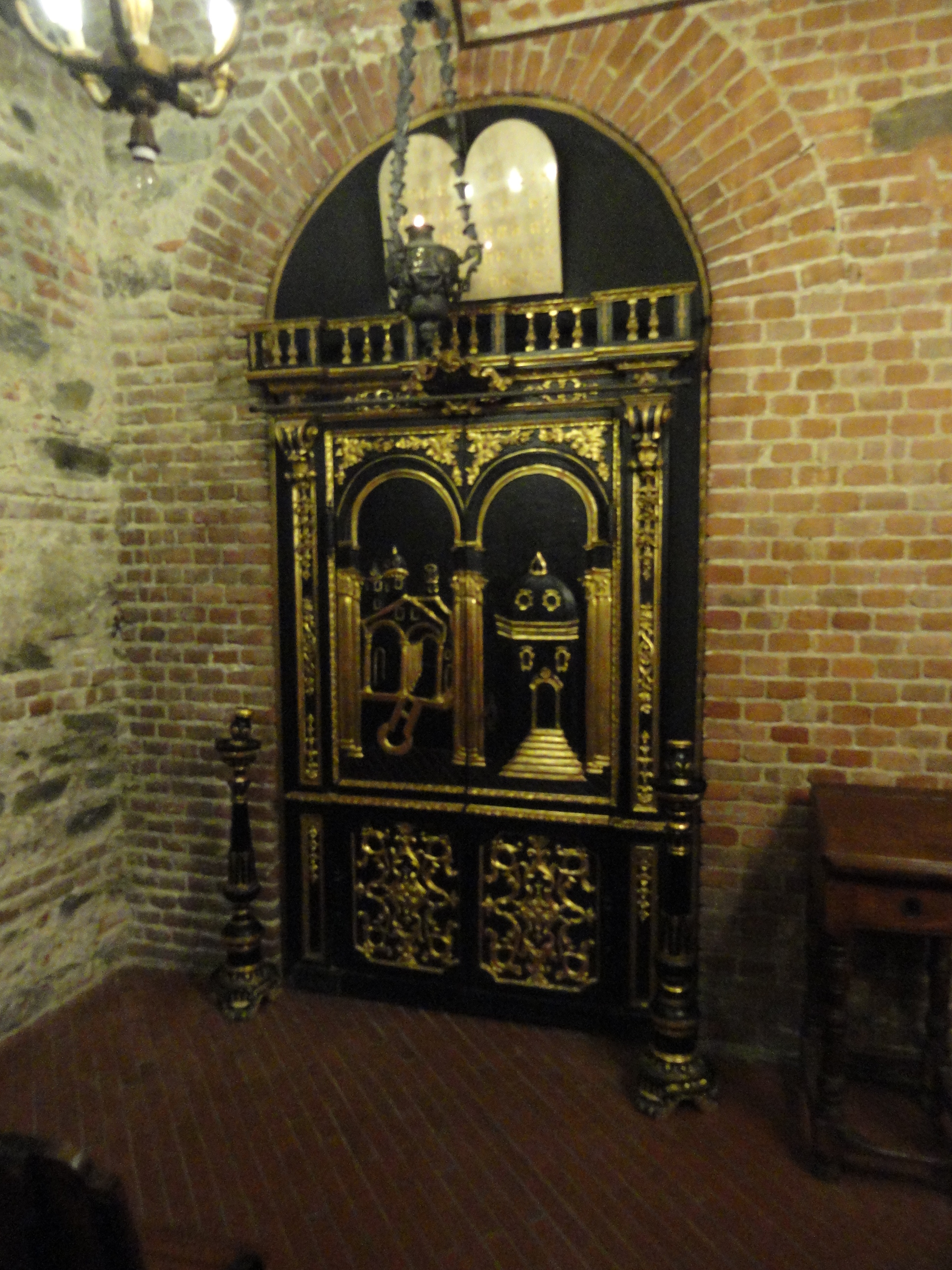
L'Arche Sainte de l'oratoire de rite allemand provenant du ghetto nuevo

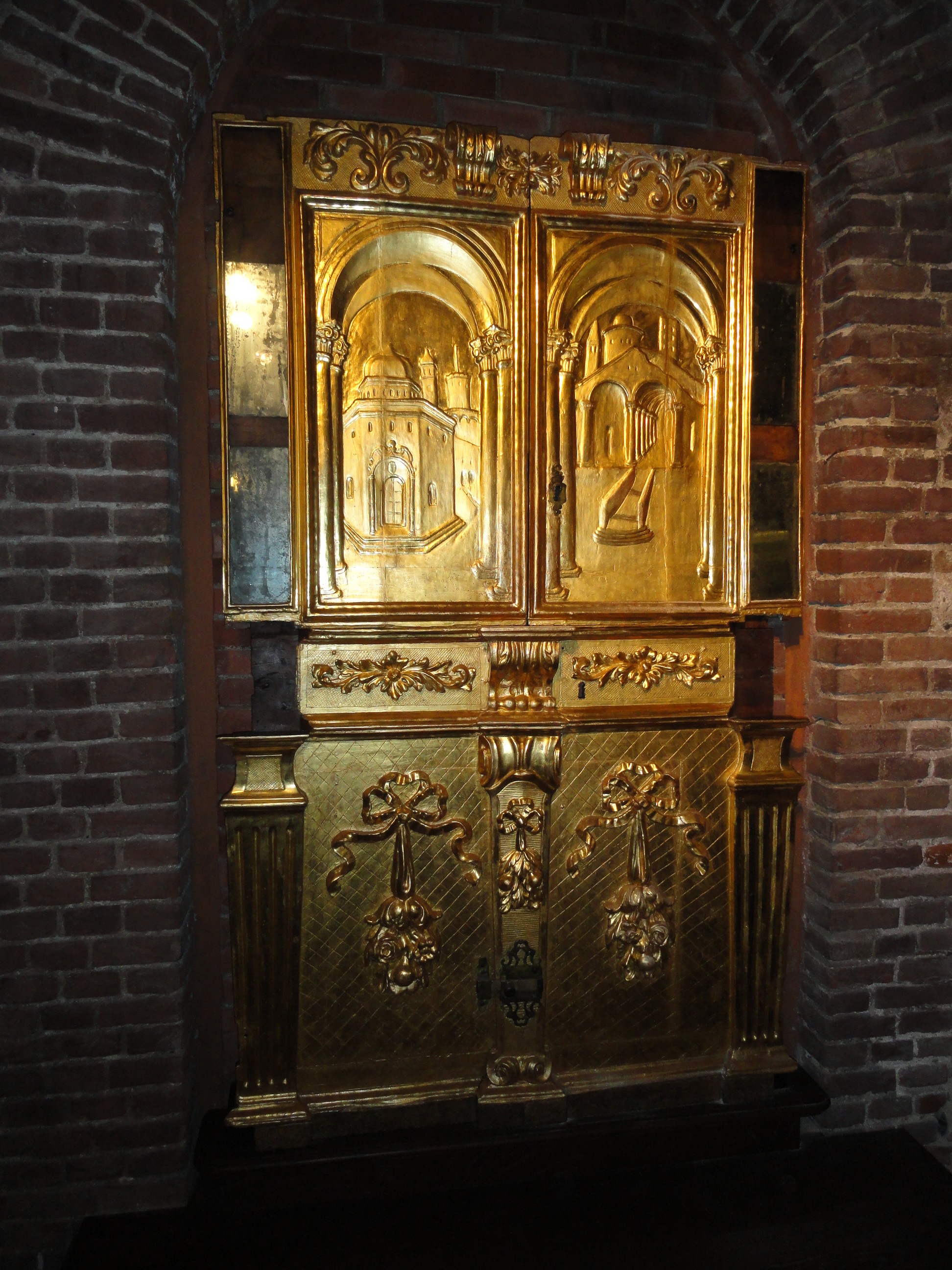
L'Arche Sainte provenant de la plus ancienne synagogue du ghetto

### Exposition d'objets liturgiques
La synagogue expose dans les couloirs menant à la petite synagogue en sous-sol, de nombreux objets liturgiques juifs anciens: des rouleaux de Torah, des couronnes, des pectoraux  et des manteaux de Torah, des Rimonim, des mains de Torah, des Talits et surtout une Arche Sainte à panneaux dorés:
« Suite  à la collaboration active entre la Communauté juive de Turin, le surintendant du Piémont pour les biens historiques, artistiques et ethno-anthropologiques, et la Fondation des musées de Turin, le 12 décembre 2010 (5 Tevet 5771), l'Aron Hakodesh (armoire où sont gardés les rouleaux de Torah) appartenant autrefois au ghetto de Turin est remis à la synagogue. Donné en 1884 par l'Université israélite de Turin à la ville et au Musée municipal, ce meuble faisait partie des collections du palais Madame. Grâce à la bienveillante autorisation de la direction du Palazzo Madama, cet Aron Hakodesh, le plus ancien meuble en bois ayant appartenu aux  synagogues du ghetto turinois, revient en prêt à la Communauté juive de Turin pour être exposé dans la galerie de la petite synagogue.

Le mobilier en bois doré et décoré d'ornements et d'images architectonique représentant le Temple de Jérusalem, possède une valeur symbolique et artistique importante. Son origine remonte à la dernière décennie du XVIIe siècle ou à la première du XVIIIe, et coïncide avec l'institution du ghetto à Turin à la demande de la Savoie.
   
Cet Aron Hakodesh est resté en usage dans la plus ancienne synagogue du ghetto, jusqu'à l'émancipation des Juifs du royaume de Savoie en 1848, qui mit un terme à l'isolement forcé des membres de la communauté et fut le début de leur présence active dans la vie publique de la ville. La décision de faire don de ce meuble précieux au Musée de Turin montre le lien entre la communauté juive de Turin et la ville, qui se renouvelle aujourd'hui grâce à ce prêt.  »

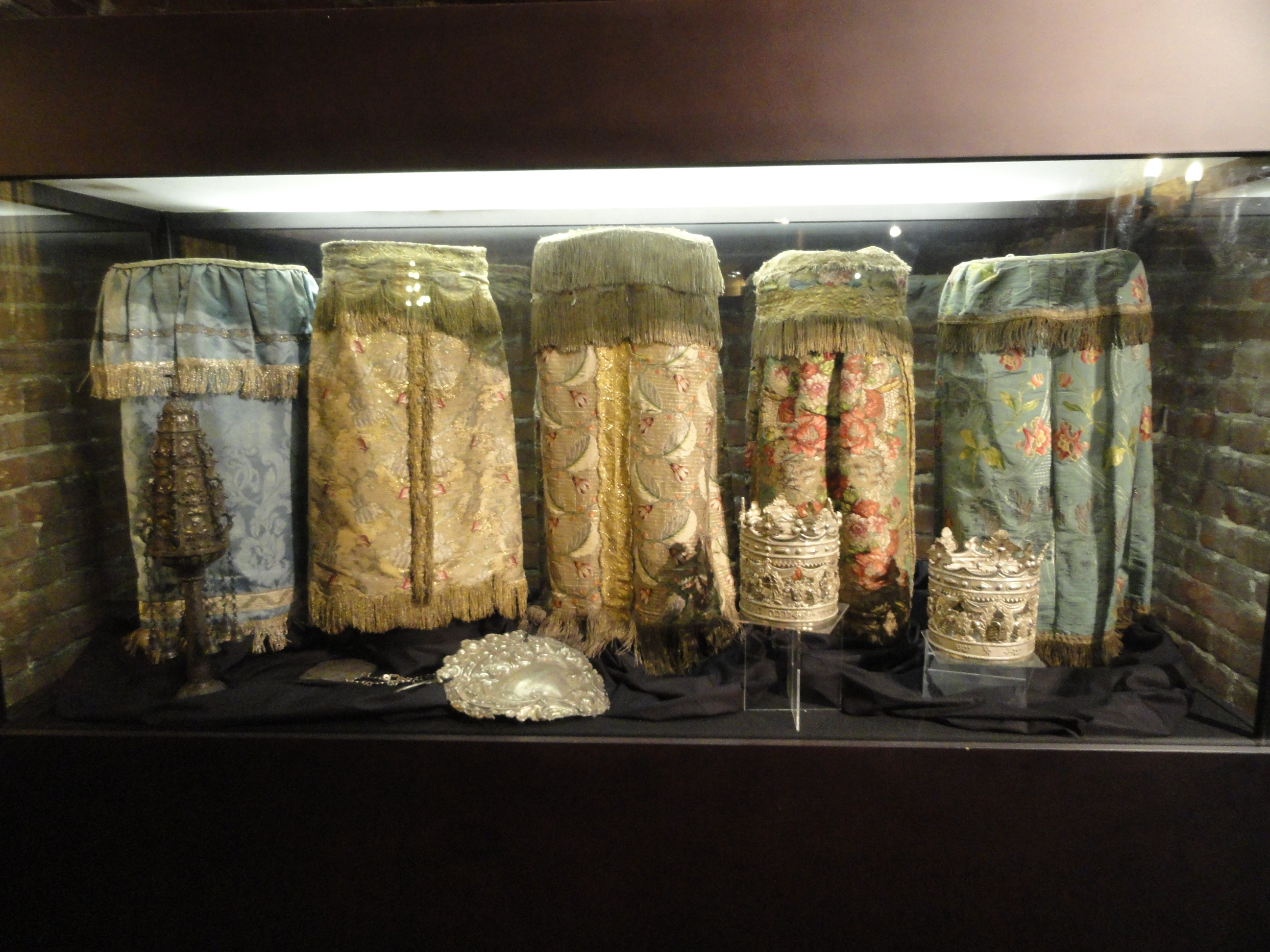
Vitrine présentant d'anciens manteaux de Torah
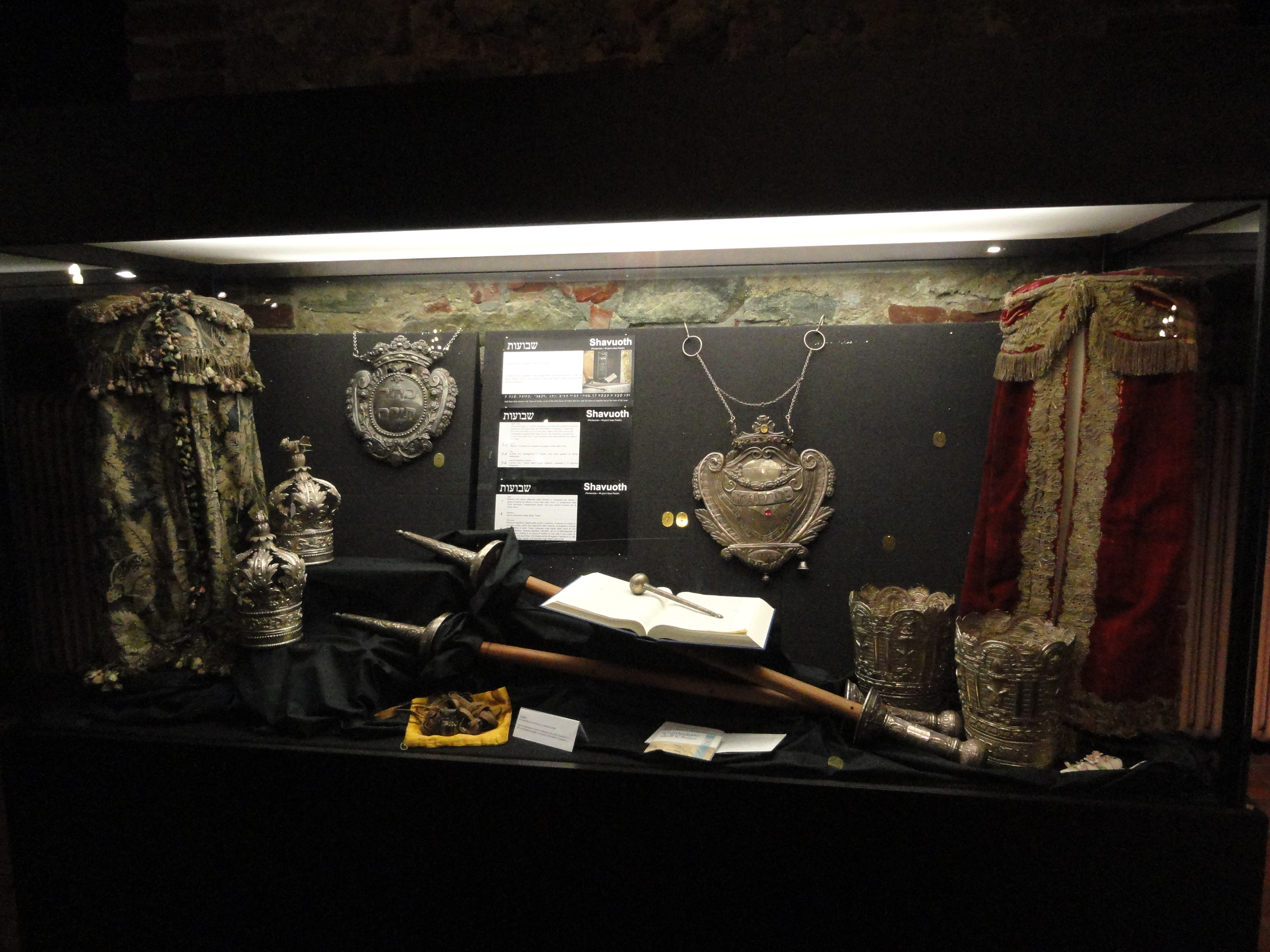
Vitrine présentant d'anciens ornements de Torah
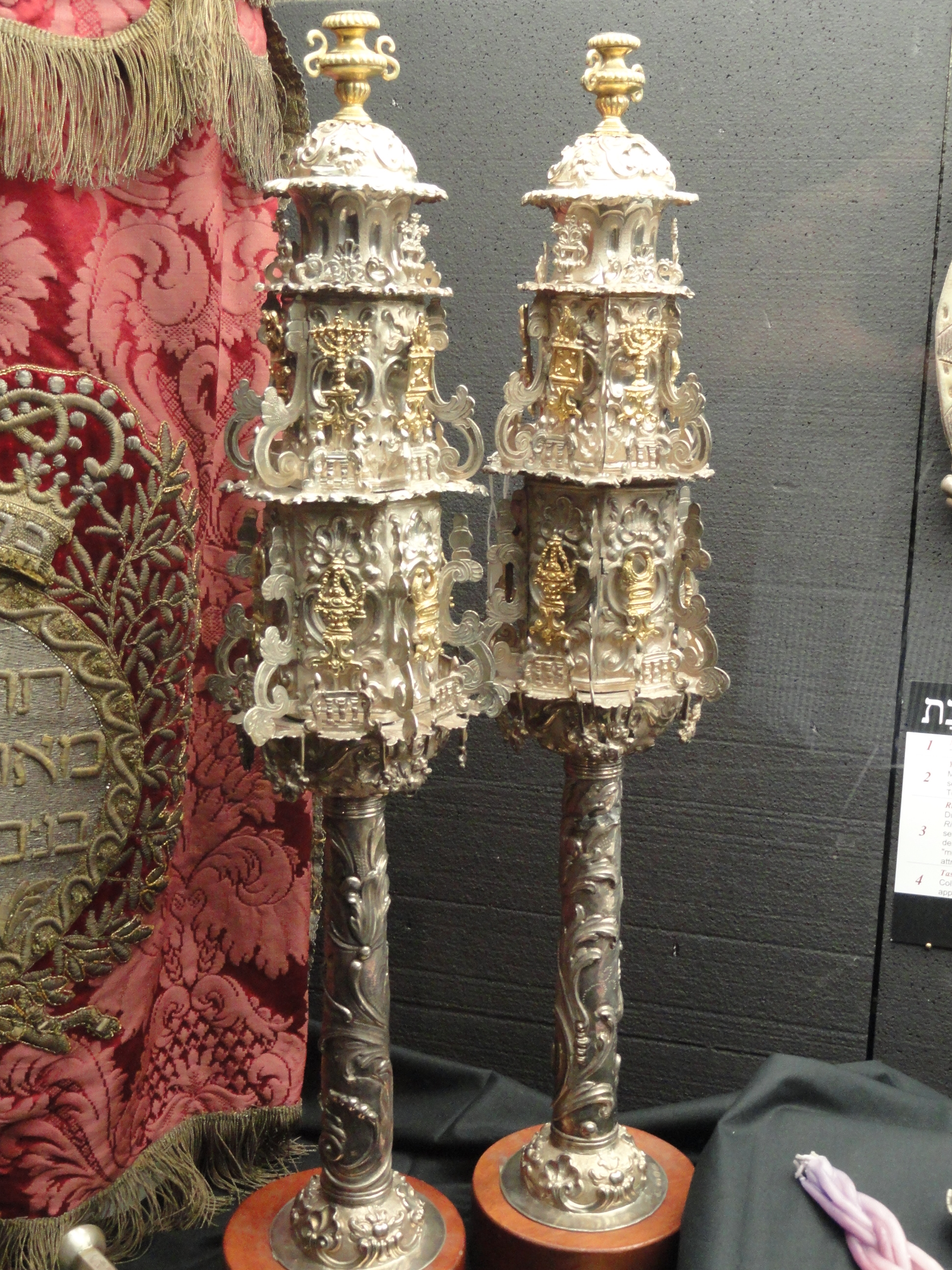
Rimonim en argent
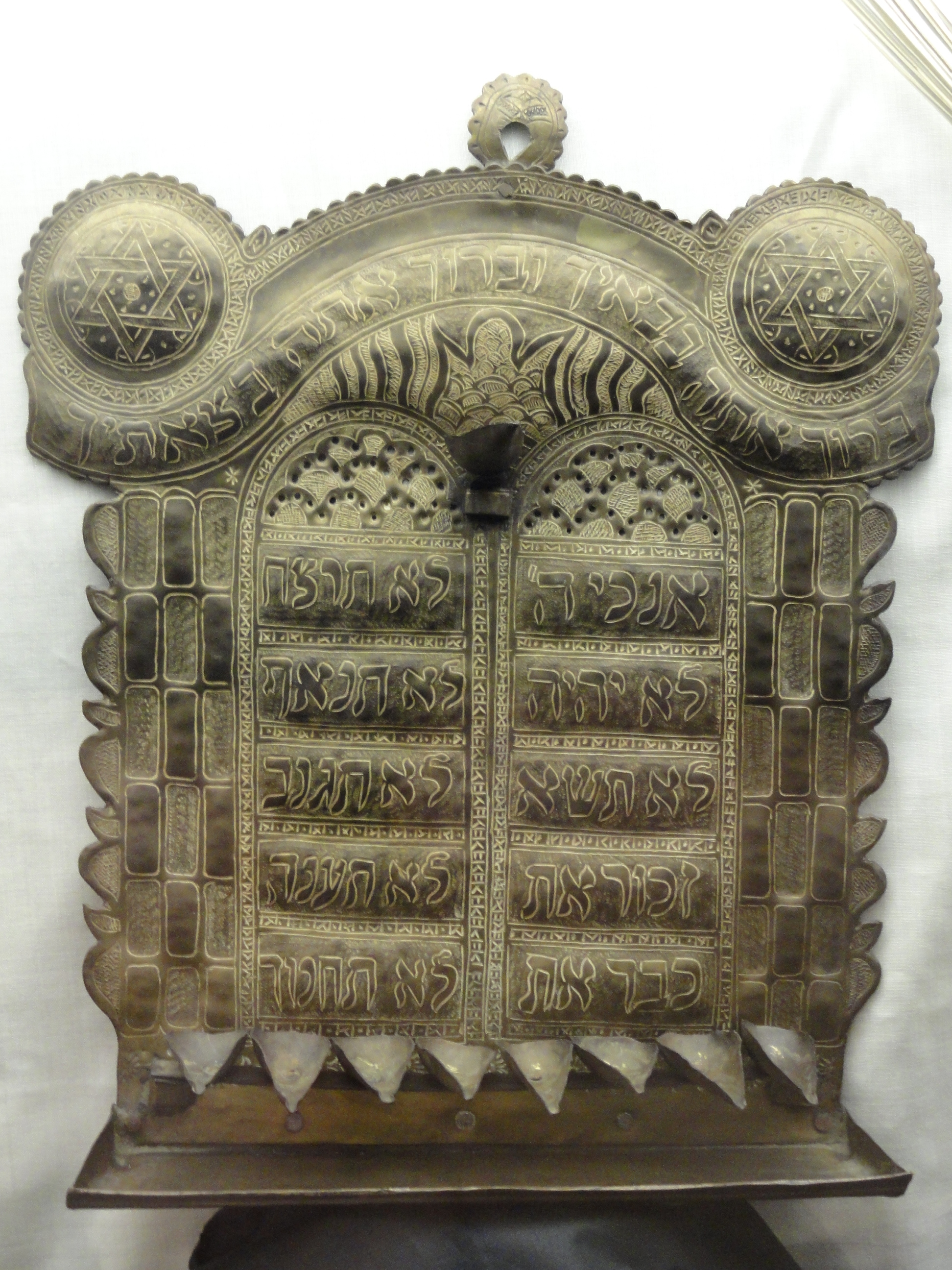
Vieille Hanoukkia à huile